# René Massis
René Massis, né à Lyon, est un baryton français.

## Biographie
Parallèlement à ses études universitaires (lettres modernes) à la Faculté de Lyon, il étudie le chant et l’art lyrique au conservatoire de Lyon. Il se rend ensuite en Italie à Milan où il séjourne sept ans pour parfaire sa technique et étudier le répertoire italien.
Au cours de sa carrière, il interprète un vaste répertoire, invité par les théâtres et sociétés de concerts suivants : Opéra de Marseille, Opéra de Nice, Opéra national de Paris, Opéra-Comique de Paris, Théâtre des Champs-Elysées de Paris, Radio-France, Opéra de Lyon, Opéra du Rhin (Strasbourg), Opéra de Nancy, Opéra de Lille, Opéra de Nantes, Théâtre des Arts de Rouen, Opéra de Metz, Grand Théâtre de Bordeaux, Théâtre du Capitole Toulouse, Opéra de Montpellier, Festival de Radio-France et de Montpellier, Opéra d’Avignon, Grand Théâtre de Genève, Opéra de Lausanne, Opéra de Francfort, Festival de Glyndebourne, The Scottish Opera (Glasgow Edinburgh), BBC Birmingham, Le Concertgebouw d’Amsterdam, L’Opéra des Flandres Anvers, La Scala de Milan, Le Teatro Donizetti di Bergamo, Le Maggio Musicale Fiorentino, L’Opera di Roma, La RAI di Napoli, Le Teatro Massimo di Palermo, Le Teatro Petruzzelli di Bari, LA RAI di Torino, Le Palau de la Musica de Barcelone, LA TVE Madrid, ABAO de Bilbao, Le Teatro de Santiago de Chile…
Après avoir arrêté son activité de chanteur, René Massis a été, pendant cinq ans, délégué artistique à l’Opéra national de Lyon (directeur général Alain Durel). Depuis 2006, il dirige l’agence artistique Agence Massis Opéra.

## Distinctions
En 1986, René Massis devient chevalier de l’Ordre des Arts et des Lettres.

## Répertoire

### Répertoire opéra
- Adam, Le Postillon de Longjumeau (Bijou)
- Auber, Manon Lescaut (Marquis d’Hérigny)
- Barraud, Numance (Scipion)
- Berg, Wozzeck
- Berlioz, Benvenuto Cellini (Fieramosca), Béatrice et Bénédict (Claudio)
- Bizet, Les Pêcheurs de perles (Zurga), Carmen (Escamillo)
- Catalani, Dejanice (Dardano)
- Chausson, Le Roi Arthus (Mordred)
- Cherubini, Medea (Creonte)
- Cilea, Adriana Lecouvreur (Michonnet)
- Cimarosa, Il matrimonio segreto (Robinson)
- Dallapiccola, Volo di notte (Rivière)
- Delibe, Le Roi l’a dit (Moncontour)
- Donizetti, Lucia di Lammermoor (Enrico), L’Elisir d’Amore (Bercore), Don Pasquale (Malatesta), La Favorite (Alphonse), La Fille du régiment (Sulpice)
- Giordano, Andrea Chenier (Carlo Gérard)
- Gluck, Iphigénie en Tauride (Thoas), Alceste (Hercules)
- Gounod, Faust (Valentin)
- Leoncavallo, I Pagliacci (Silvio- Tonio)
- Magnard, Bérénice (Titus)
- Massenet, Manon (Lescaut), Griselidis (Le Marquis), Werther (Albert)
- Mehul, Joseph (Simeon)
- Moussorgski, Boris Godounov (Tchelkalov), Khovanchtchina (Chaklovity)
- Mozart, Don Giovanni, Le Nozze di Figaro (Conte), Cosi fan Tutte (Gugliemo)
- Offenbach, Barbe-Bleue (Popolani)
- Poulenc, Dialogues des carmélites (Le Marquis), Les Mamelles de Tirésias (Prologue)
- Piccinni, Iphigénie en Tauride (Oreste)
- Puccini, La Boheme (Marcello), Madame Butterfly (Sharpless), Tosca (Scarpia)
- Ravel, L'Heure espagnole (Ramiro, Don Inigo), L'Enfant et les Sortilèges (Le Chat / L’Horloge)
- Respighi, Semiramide (Falasar)
- Rossini, Il Barbiere di Siviglia (Figaro)
- Salieri, Les Danaïdes (Danaüs)
- Tchaïkovski, Eugène Onéguine
- Verdi, La Traviata (Germont), Don Carlo (Posa), Un Ballo in Maschera (Renato), Falstaff (Ford), Il Trovatore (Luna), Simon Boccanegra (Simon – Paolo), I Vespri Siciliani (Monforte), Rigoletto, Otello (Iago), Ernani (Don Carlo)
- Wagner, Rienzi (Orsini)

### Répertoire concert
- Beethoven, Symphonie no 9
- Bizet, Clovis et Clothilde
- Duruflé, Requiem
- Dvořák, Te Deum
- Fauré, Requiem
- Orff, Carmina Burana

## Enregistrements

### Audio
- Aubert, Manon Lescaut - Marquis d'Hérigny[4]
- Bellini, La straniera - Valdeburgo[5]
- Catalani, Dejanice - Dàrdano[6]
- Chapentier, Louise - 1.flic, 2.philosophe[6]
- Chausson, Le roi Arthus - Mordred[7]
- Donizetti, La favorite - Alphonse XI[8]
- Gluck, Iphigénie en Tauride - Thoas[9],[10]
- Halévy, La juive - Ruggiero[11]
- Massenet, Werther - Albert[12]
- Méhul, Joseph - Siméon[13]
- Piccinni, Ifigénie en Tauride - Oreste[14]
- Respighi, Semirâma - Falasar[15]

### Vidéo
- Adam,Le postillon de Lonjumeau - Bijou[16]
- Auber - Manon Lescaut - Marquis d'Hérigny[17],[18]
- Donizetti, La favorite - Alphonse XI[19]
- Méhul, Joseph - Siméon[20]